# Isataj Tajmanuly
Isataj Tajmanuly (kazašsky Исатай Тайманұлы; 1791 — 12. července 1838) byl jedním z vůdců povstání chudiny v západním Kazachstánu v letech 1836-1838.
Zahynul v potyčce s ruskými kozáky u řeky Akbulak.